# Ex-Flame
Ex-Flame è un film del 1930 diretto da Victor Halperin la cui sceneggiatura si basa su East Lynne, romanzo di Mrs. Henry Wood pubblicato nel 1861.

## Produzione
Il film fu prodotto dalla Liberty Pictures.

## Distribuzione
Distribuito dalla Tiffany Productions, il film uscì a New York il 19 novembre 1930.